# Mansuetus Zangerl
Mansuetus Zangerl (tudi Mansuetus Zanggerl), slovenski redovnik, rimskokatoliški duhovnik in šolnik avstrijskega rodu, * 2. april 1742, Gradec, † 30. december 1815, Ptuj.

## Življenje in delo
V rojstnem kraju je obiskoval gimnazijo (1753-1758) in študiral filozofijo (1758-1760). Leta 1760 je stopil v minoritski red, ter po končanem noviciatu v Gradcu študiral bogoslovje (1761-1765) in bil 1765 posvečen v duhovnika. Nato je opravljal duhovniško službo v minoritskih samostanih na Štajerskem in drugod. (Gradec, Gorica, Beljak, Maribor, Celje). V letih 1777–1808 je bil gvardijan samostana v Celju, 1789–1815 tudi provincijal štajerske minoritske province. Leta 1776 se je na Dunaju usposobil za poučevanje po novi metodi in postal 1777 prvi ravnatelj celjske glavne šole, ki je po njegovi zaslugi imela velik ugled. Med 1777–1808 je pod njegovim vodstvom opravilo pedagoški tečaj 112 učiteljev in večje število duhovnikov. Ko je bil 1808 samostan v Celju ukinjen, je odšel na Ptuj. Tu je poučeval na normalki, bil od 1809 njen ravnatelj in od 1811 tudi mestni šolski
nadzornik. Pri pouku je uporabljal slovenščino in si prizadeval vcepiti ljubezen do nje vsem učiteljskim kandidatom.